# Road Duster
De Road Duster (Dissosteira carolina) is een van de grootste sprinkhanen die voorkomt in Canada in de provincie Alberta. De sprinkhaan kan 40 millimeter lang worden. De kleuren van de sprinkhaan variëren van licht geelbruin tot vrij donker roodbruin, wat als camouflage dient voor als hij op de grond zit. Tijdens het vliegen valt de sprinkhaan op met zwarte achtervleugels die voorzien zijn van een brede lichtgele rand.

## Vliegende Sprinkhaan
De volwassen sprinkhanen vliegen goed en kunnen laag boven de grond blijven zweven. Het vlieggedrag en het patroon, waaronder fladderen en duikelen van links naar rechts, zorgt ervoor dat de Road Duster soms wordt verward met een vlinder. Voor vogels en andere natuurlijke vijanden van de sprinkhaan is het 'willekeurige' vliegpatroon van de Road Duster een reden om niet te lang achter de sprinkhaan aan te blijven jagen.

## Leefgebied
Deze sprinkhaan komt vooral veel voor in het midden en het zuidelijke deel van de Canadese provincie Alberta. Daarnaast is hij ook wel in verschillende delen van de Verenigde Staten te vinden.

## Levenscyclus en ontwikkeling
De Road Duster heeft een levenscyclus van een jaar. De vrouwtjes zijn groter dan de mannetjes en de eerste volwassen exemplaren laten zich voor het eerst zien aan het eind van de maand juli. Eenmaal volwassen heeft deze soort nog een levensverwachting van ongeveer 1,5 tot 2 maanden en is daarom nog vaak tot ver in september actief.

## Leefomgeving en eetgewoonten
In tegenstelling tot wat zijn naam doet vermoeden floreert de Road Duster in ruige gebieden, in het bijzonder gebieden met weinig vegetatie. Je komt hem ook wel tegen in (rand)stedelijke gebieden zonder begroeiing. De Road Duster voedt zich met een breed scala aan grassen en planten. Deze sprinkhanensoort zal zich niet snel ontwikkelen tot een zogenaamde plaag. Soms echter, kan de populatie sprinkhanen in een gebied zo groeien ( > 10 stuks /m2) dat je kunt spreken van een ’bijna plaag’. Naast de normale grassen en planten gaan de sprinkhanen zich dan ook voeden met gewassen als tabak, bonen, alfalfa, maïs, aardappel en natuurlijk alles wat er verder nog groeit.

## Andere benamingen
Dissosteira Carolina is de Latijnse benaming van deze sprinkhaan, maar deze bijzondere soort is ook bekend onder de volgende namen:
- Road Duster
- Locust Carolina
- Vlinder sprinkhaan
- black-winged grasshopper